# Sacramento Monarchs
Die Sacramento Monarchs waren eine US-amerikanische Damen-Basketball-Mannschaft der Women’s National Basketball Association mit Sitz in Sacramento im US-Bundesstaat Kalifornien.
In ihrer letzten Saison in der WNBA trugen die Monarchs ihre Heimspiele in der ARCO Arena aus und waren eine von acht Mannschaften, die an der ersten Saison der WNBA teilnahmen. Die Monarchs konnten 2005 zum ersten und einzigen Mal die WNBA-Meisterschaft gewinnen.

## Geschichte

### Gründung und Start in der WNBA (1997 bis 2002)
Die Sacramento Monarchs waren eines von acht Teams, die 1997 an der ersten WNBA-Saison teilnahmen und obwohl die Monarchs ein sehr erfolgreiches Team waren, standen sie in der Western Conference meist im Schatten der Los Angeles Sparks. Die Monarchs gehörten in der Anfangsphase der WNBA nicht zu den stärksten Mannschaften, konnten jedoch über den WNBA Draft langsam einen ausgewogenen Kader mit guten Talenten aufbauen. Im Draft 1999 entschieden sich die Monarchs für Yolanda Griffith. Griffith wurde bereits in ihrer ersten Saison zur Führungsspielerin der Monarchs und unter ihrer Führung schafften die Monarchs in der Saison 1999 erstmals den Sprung in die Playoffs. Seit dieser Saison ging es für die Monarchs stetig bergauf und sie erreichten in den darauffolgenden Saisons regelmäßig die Playoffs, jedoch blieb ihnen der Gewinn der Meisterschaft vorerst verwehrt.

### Umbau und Gewinn der Meisterschaft (2003 bis 2006)
Nachdem die Monarchs in der Saison 2003 erstmals seit vier Jahren die Playoffs verpassten, schafften sie in der Saison 2004 zum bereits dritten Mal den Sprung in die Conference Finals, wo sie aber erneut ausschieden. Daraufhin wurde ein großer Teil des Kaders verändert. Ruthie Bolton, die bereits seit dem Beginn bei den Monarchs spielte, wurde kein neuer Vertrag angeboten. Auch der Vertrag der in Sacramento beliebten Spielerin Edna Campbell wurde nicht verlängert. Am 3. März 2005 wurde Tangela Smith samt einem Zweitrunden-Pick im Draft 2006 zu den Charlotte Sting für Nicole Powell und Erin Buescher transferiert. Des Weiteren nahmen die Monarchs mit Miao Lijie und Sui Feifei zwei Chinesinnen unter Vertrag, während Chantelle Anderson für einen Pick im Draft 2006 zu den San Antonio Silver Stars transferiert wurde. Kurz vor Beginn der Preseason wurde Bolton doch noch ein Vertrag angeboten, jedoch unter der Bedingung, dass sie im Laufe der Preseason den Sprung in den Kader schafft. Bolton schaffte schließlich nicht den Sprung in den Kader der Monarchs, jedoch übernahm sie einen Job in der Monarchs-Organisation. Die großen Kaderveränderungen schienen sich bezahlt zu machen, denn in der Saison 2005 konnten die Monarchs in der regulären Saison 25 von 34 Spielen gewinnen, was einen neuen Franchise-Rekord bedeutete. In den Playoffs schafften sie ohne Niederlage erstmals den Einzug in die WNBA Finals, wo sie auf die Connecticut Sun trafen, die sie 3:1 in Spielen besiegten. Somit konnten die Monarchs erstmals in ihrer Geschichte die WNBA-Meisterschaft gewinnen. Griffith wurde zum Finals-MVP der Serie ernannt. In der Saison 2006 schafften die Monarchs erneut den Sprung in die Finals, wo sie dieses Mal auf die Detroit Shock trafen. In einer hart umkämpften Serie mussten sich die Monarchs am Ende knapp mit 2:3 in Spielen den Shock geschlagen geben.

### Mäßige Erfolge und Auflösung (2007 bis 2009)
In der Saison 2007 und 2008 konnten die Monarchs zwar in der regulären Saison nicht ganz vorne mitspielen, schafften jedoch in beiden Spielzeiten den Einzug in die Playoffs, wo sie aber beide Male gegen die San Antonio Silver Stars ausschieden. In der Saison 2009 verpassten die Monarchs die Playoffs relativ deutlich und belegten nur den letzten Platz in der Western Conference. Am 20. November 2009 verkündete die Maloof-Familie, dass sie den Spielbetrieb nicht länger fortführen werden. Daraufhin versuchte die Liga das Franchise im Raum San Francisco anzusiedeln, jedoch scheiterten diese Bemühungen und somit wurde am 8. Dezember die Auflösung des Franchise bekanntgegeben. Am 14. Dezember 2009 fand für die Spielerinnen der Monarchs ein Dispersal Draft statt.

## Erfolge und Ehrungen

### Sportliche Erfolge
Den größten Erfolg in der Franchisegeschichte feierten die Monarchs in der Saison 2005, als sie die Meisterschaft gewinnen konnten. In dieser Saison erzielten die Monarchs auch die beste Bilanz in der regulären Saison der Western Conference.

### Individuelle Auszeichnungen
Bei den individuellen Auszeichnungen konnten insgesamt acht Auszeichnungen errungen werden. Am erfolgreichsten war dabei Yolanda Griffith mit drei Auszeichnungen.
| Saison | Kategorie                               | Spielerin        |
| ------ | --------------------------------------- | ---------------- |
| 1999   | WNBA Most Valuable Player Award         | Yolanda Griffith |
| 1999   | WNBA Defensive Player of the Year Award | Yolanda Griffith |
| 2003   | WNBA Sportsmanship Award                | Edna Campbell    |
| 2005   | WNBA Coach of the Year Award            | John Whisenant   |
| 2005   | WNBA Finals MVP Award                   | Yolanda Griffith |
| 2005   | WNBA Most Improved Player Award         | Nicole Powell    |
| 2006   | WNBA Most Improved Player Award         | Erin Buescher    |
| 2009   | WNBA Sportsmanship Award                | Kara Lawson      |

### Saison für Saison
Abkürzungen: Sp. = Spiele, S = Siege, N = Niederlagen
| Saison | Sp. | S   | N   | Siege in % | Platz                  | Playoffs |
| 1997   | 28  | 10  | 18  | 35,7       | 3., Western Conference | nicht qualifiziert |
| 1998   | 30  | 8   | 22  | 26,7       | 4., Western Conference | nicht qualifiziert |
| 1999   | 32  | 19  | 13  | 59,4       | 3., Western Conference | Niederlage im Conference Semifinal, 0:1 (Los Angeles Sparks) |
| 2000   | 32  | 21  | 11  | 65,6       | 3., Western Conference | Niederlage in den Conference Semifinals, 0:2 (Houston Comets) |
| 2001   | 32  | 20  | 12  | 62,5       | 2., Western Conference | Sieg in den Conference Semifinals, 2:0 (Utah Starzz) Niederlage in den Conference Finals, 1:2 (Los Angeles Sparks)                                                 |
| 2002   | 32  | 14  | 18  | 43,8       | 6., Western Conference | nicht qualifiziert |
| 2003   | 34  | 19  | 15  | 55,9       | 3., Western Conference | Sieg in den Conference Semifinals, 2:1 (Houston Comets) Niederlage in den Conference Finals, 1:2 (Los Angeles Sparks)                                              |
| 2004   | 34  | 18  | 16  | 52,9       | 4., Western Conference | Sieg in den Conference Semifinals, 2:1 (Houston Comets) Niederlage in den Conference Finals, 1:2 (Los Angeles Sparks)                                              |
| 2005   | 34  | 25  | 9   | 73,5       | 1., Western Conference | Sieg in den Conference Semifinals, 2:0 (Los Angeles Sparks) Sieg in den Conference Finals, 2:0 (Houston Comets) WNBA-Meister, 3:1 (Connecticut Sun)                |
| 2006   | 34  | 21  | 13  | 61,8       | 2., Western Conference | Sieg in den Conference Semifinals, 2:0 (Los Angeles Sparks) Sieg in den Conference Finals, 2:0 (Houston Comets) Niederlage in den WNBA Finals, 2:3 (Detroit Shock) |
| 2007   | 34  | 19  | 15  | 55,9       | 3., Western Conference | Niederlage in den Conference Semifinals, 1:2 (San Antonio Silver Stars)                                                                                            |
| 2008   | 34  | 18  | 16  | 52,9       | 4., Western Conference | Niederlage in den Conference Semifinals, 1:2 (San Antonio Silver Stars)                                                                                            |
| 2009   | 34  | 12  | 22  | 35,3       | 6., Western Conference | nicht qualifiziert |
| Gesamt | 424 | 224 | 200 | 52,8       |                        | 9 Playoff-Teilnahmen in 13 Saisons 16 Serien: 8 Siege, 8 Niederlagen 43 Spiele: 24 Siege, 19 Niederlagen (55,9 %)                                                  |

## Trainer
| Zeitraum  | Trainer          | Anmerkung |
| --------- | ---------------- | --------- |
| 1997      | Mary Murphy      | –         |
| 1997–1998 | Heidi VanDerveer | –         |
| 1999–2000 | Sonny Allen      | –         |
| 2001–2003 | Maura McHugh     | –         |
| 2003–2006 | John Whisenant   | –         |
| 2007–2009 | Jenny Boucek     | –         |
| 2009      | John Whisenant   | –         |

## Spielerinnen

### WNBA-Meistermannschaft
(Teilnahme an mindestens einem Playoff-Spiel)
| WNBA Meister 2005 | Guards: Kara Lawson, Chelsea Newton, Ticha Penicheiro, Kristin Haynie Guard-Forwards: Hamchetou Maiga-Ba Forwards: Nicole Powell, DeMya Walker, Rebekkah Brunson Forward-Center: Yolanda Griffith (Finals MVP) Center: Olympia Scott Cheftrainer: John Whisenant |

### Gesperrte Trikotnummern
| Nr. | Name           | Information                         |
| --- | -------------- | ----------------------------------- |
| 6   | Ruthie Bolton  |                                     |
| GM  | Jerry Reynolds | erster General Manager der Monarchs |

### Erstrunden-Wahlrechte beim WNBA Draft
| Name               | Jahr | Draft-Position |
| ------------------ | ---- | -------------- |
| Pamela McGee       | 1997 | 2.             |
| Ticha Penicheiro   | 1998 | 2.             |
| Yolanda Griffith   | 1999 | 2.             |
| Katy Steding       | 2000 | 14.            |
| Hamchétou Maïga    | 2002 | 12.            |
| Chantelle Anderson | 2003 | 2.             |

| Name             | Jahr | Draft-Position |
| ---------------- | ---- | -------------- |
| Rebekkah Brunson | 2004 | 10.            |
| Kristin Haynie   | 2005 | 9.             |
| Kim Smith        | 2006 | 13.            |
| Scholanda Hoston | 2006 | 14.            |
| Laura Harper     | 2008 | 10.            |
| Courtney Paris   | 2009 | 7.             |

In den 13 Jahren des Bestehens hatte der Klub zwölf Draftrechte in der ersten Runde des WNBA Drafts. Das Franchise hatte meist einen Draft-Pick in der ersten Runde. In den Saisons 2001 und 2007 hatte das Team keinen Pick in der ersten Runde, 2006 konnte sogar zwei Spielerinnen ausgewählt werden.
Das Team aus Sacramento konnte zwar nie die erste Spielerin im Draft auswählen, durfte aber insgesamt viermal als zweites Team auswählen. Trotz dieser hohen Draft-Picks konnte aber keine Spielerin der Monarchs die Auszeichnung als bester Neuling des Jahres erringen. Da fünf der acht Spielerinnen, die bis dahin in der ersten Runde ausgewählt wurden, in der Meistermannschaft von 2005 standen zeigt, dass die Auswahlentscheidungen aber trotzdem nicht falsch waren.